# Peroxy hóa lipid

Cơ chế peroxy hóa lipid.

Quá trình peroxy hóa lipid là phản ứng phân hủy oxy hóa khử của lipid.

## Quy trình tạo ra

### Phản ứng hóa học
Trong toàn bộ số lượng oxygen cung cấp cho các tế bào có khoảng 2% phân tử oxygen có năng lượng thấp nhất, được gọi là các phân tử oxygen ở trạng thái triplet. Tuy vẫn có số điện tử chẵn ở quỹ đạo ngoài cùng của phân tử nhưng do ở trạng thái triplet cho nên chúng cũng có tính chất như một gốc tự do. Trong quá trình oxy hóa đó các gốc tự do (radical) chiếm điện tử (e-) từ các chất béo trong màng tế bào thành gốc tự do lipid superoxide và thêm một điện tử (e-) thứ hai nữa thành lipid peroxide (gọi là các sản phẩm oxy hóa lipid Lipid Oxidation Products - LOPs). Điều này dẫn đến tổn thương tế bào. Quá trình này diễn ra bởi một cơ chế phản ứng chuỗi gốc tự do. Nó thường ảnh hưởng thường xuyên nhất đến các axit béo không bão hòa đa (có trong dầu ăn hoặc tế bào), vì chúng có chứa nhiều liên kết đôi mà ở giữa có cầu nối methylen (-CH2-) mà chiếm lấy các nguyên tử hydro phản ứng một cách đặc biệt.

### Các thực phẩm chứa lipid peroxide
Giáo sư Grootveld, trường Đại học De Montfort ở Leicester đã đo nồng độ của các hợp chất độc được tạo ra khi dầu ăn (như dầu ngô và dầu hướng dương) bị đun nóng tới những nhiệt độ khác nhau. Tại nhiệt độ điểm khói, dầu bị phân hủy, bị oxy hóa và các gốc tự do có liên quan có thể được hình thành như lipid peroxide.
Nhìn chung, chất này thường có nhiều trong thực phẩm chiên ở nhiệt độ cao, và thực phẩm thời gian dài để lộ dưới ánh sáng mặt trời, như đồ hun khói, cá khô.

## Tác hại với sức khỏe cơ thể
Nếu nạp quá nhiều lipid peroxide vào cơ thể suốt thời gian dài sẽ tiêu diệt hệ thống enzyme quan trọng của cơ thể, làm tổn thương một số hệ thống trao đổi chất, đẩy nhanh quá trình lão hóa, phá hủy các tế bào não, khiến não bị sớm bị lão hóa, mất trí nhớ. Đây cũng là tác hại của các gốc tự do nói chung.